# 陈郡谢氏
陳郡謝氏，是中古时代一个以陈郡为郡望的谢氏士族，与琅邪王氏、潁川庾氏及太原王氏同为鼎盛于东晋的士族领袖。自东晋至于陈朝，子孙蕃盛，名士辈出，百年不绝，常与琅琊王氏并称为王谢。
侯景之乱时，陈郡谢氏与琅琊王氏因拒绝與侯景一家联姻，而被侯景大肆屠杀，陈郡谢氏自此彻底败落。唐朝詩人劉禹錫有詩稱：「舊時王謝堂前燕，飛入尋常百姓家。」明朝朱元璋曾對遠封的諸王說：「朕為天子自有弓馬，豈賴謝家！」就是以晉朝仰賴謝家子弟為例，訓勉諸王自己努力防禦外敵。

## 簡介
西周末年，周宣王封申伯於謝邑（即今河南南陽一帶），建立申國，申国被楚國滅亡後，後申伯子孫以「謝」為氏。
三國時，太學生謝纘在曹魏司馬懿部下任典農中郎將，遷居陳郡陽夏縣都乡吉迁里（今河南省太康县），遂以陈郡为郡望。
西晉時，謝纘之子謝衡為國子祭酒。东晋初年，謝衡之子谢裒为儿子谢石向琅琊诸葛氏求婚，被诸葛恢拒绝，可見陳郡谢氏在东晋初年还只是一个普通士族。直至谢万出仕，掌握了豫州之后，方才开始崛起，可谢万也被阮裕鄙视，称其为暴发户，直到淝水之战，谢氏所领北府兵以少胜多后，东晋政府追论功绩，追封谢安为庐陵郡公，封谢石为南康郡公，谢玄为康乐县公，谢琰为望蔡县公，陈郡谢氏一门四公，奠定了一流士族的地位。
陈郡谢氏的主要功绩，为領導北府兵，淝水之战之中以少胜多，打敗了前秦苻堅，保全了东晋江山。淝水之战之后，谢氏子弟开始隐退，较少参與實際政治。但仍旧保持了最高门第的地位不坠。自东晋至蕭梁(317年－557年)，谢氏共有13代、100余人见于史传，其门第之高，连皇帝有时也不得不借助于他们的影响力。谢氏拥有大量资产，子弟也大多才华出众，被视为士族领袖，前后一百餘年。

## 陈郡谢氏的人物
- 謝鯤：謝安之伯父。
- 謝尚：謝鯤之子，謝安從兄。
- 謝安：淝水之戰運籌帷幄者。
- 謝石：谢安之弟。淝水之战前线主要指挥者之一，追赠司空。
- 謝萬：謝安之弟。
- 謝玄：东晋將領，淝水之戰前線作戰者，谢安的姪子。
- 謝道韞：謝安姪女，謝奕之女，王羲之的兒媳婦，王凝之的妻子。
- 謝琰：東晉將領，謝安次子，孫恩之亂時陣亡。
- 謝混：謝安之孫。為晉孝武帝女婿，號稱「風華江左第一」。
- 謝晦：謝安之兄謝據的曾孫，宋武帝的大臣，曾與徐羡之等廢宋少帝。
- 谢灵运：人稱謝康樂、大谢，谢玄之孙，著名诗人，作有《登池上楼》、《登江中孤屿》等著名诗歌。唐朝大詩人李白讚之：「吾人詠歌，獨慚康樂。」
- 謝惠連：南朝文學家，謝靈運之從弟。李白讚之：「群弟俊秀，皆為惠連。」
- 谢朓（谢宣城、小谢），谢灵运之侄，著名“永明体”诗人，“竟陵八友”之一。作有《晚登三山还望京邑》等名诗。李白讚之：「蓬萊文章建安骨，中間小謝又清發。」
- 謝朏：南朝梁初的宰相。